# Franz von Weyrother

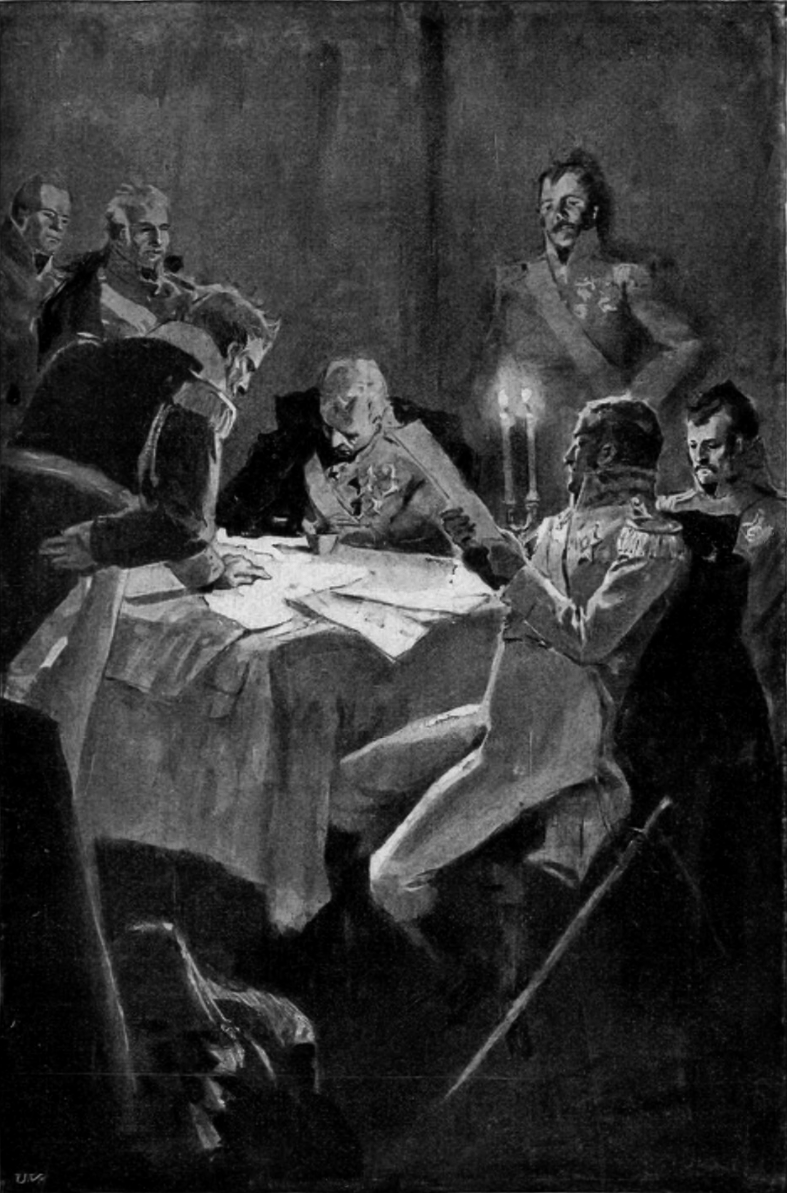
Ilustración de Stanislav Hudeček para la edición checa de Guerra y paz de Tolstoi de 1923.

Franz von Weyrother (n. Viena, 1755 - f. Viena, 16 de febrero de 1806) fue un general austriaco durante las Guerras Revolucionarias Francesas y las Guerras Napoleónicas.

## Biografía
Franz von Weyrother nació en Viena, hijo del general de caballería Adam von Weyrother. Ingresó al vigesimosegundo Regimiento de Infantería "Lacy" de Lacy como cadete en 1775. Fue promovido dos años después a teniente. En agosto de 1778 fue comisionado al puesto de ayuda de campo de Wenzel Colloredo sirviendo en ese cargo hasta 1783.
Siendo teniente participó en la guerra austro-turca (1787-1791). Mientras en el país galo se desarrollaban los primeros años de la Revolución francesa Weyrother sirvió en Maguncia. Ascendido al rango de mayor en 1795, resultó herido en Weisenau.
Después de recuperarse fue enviado a tomar parte del Ejército del Rhin bajo las órdenes del Archiduque Carlos, Duque de Teschen. El 11 de mayo de 1796 fue ordenado caballero en la Orden Militar de María Teresa. En septiembre de 1796 Weyrother fue transferido al norte de Italia donde luchó en la batalla de Bassano bajo el comando de József Alvinczi. Durante la campaña de 1799 sirvió como jefe de Estado al general Pál Kray, y fue distinguido en Legnano (26 de marzo), Magnano (abril 5) y en la Batalla de Novi (1799). Por su conducta en esas batallas fue mencionado en las cartas que Alexander Suvorov envió al Emperador, fue promovido a coronel y le fue otorgado el comando del séptimo Regimiento de Infantería. En la Batalla de Hohenlinden, Weyrother sirvió como jefe de Estado al Archiduque Johann de Austria.
Cuando la Guerra de la tercera coalición dio comienzo, Weyrother fue ascendido a mayor-general y ante la petición del príncipe Mikhail Illarionovich Kutuzov fue hecho jefe de Estado del Ejército Austro-Ruso. Con estas facultades fue responsable por la concepción del plan de batalla de los imperios aliados contra el imperio francés, el cual fue vencido por Napoléon Bonaparte en la batalla de Austerlitz. Dos meses y medio después de la batalla de Austerlitz, von Weyrother murió a la edad de 51 años, el 16 de febrero de 1806 en Viena.
- Datos: Q689584
- Multimedia: Franz von Weyrother / Q689584